# 聖文德天主教小學
聖文德天主教小學（英語：St. Bonaventure Catholic Primary School），為香港一所位於黃大仙區鳳德邨的津貼小學，於1956年成立，1991年起遷入現址。

## 歷史
此校歷史可追溯至方濟會1956年於九龍塘模範村開辦的識字班。至1959年，識字班改組為正式小學，初名為「九龍塘模範村天主教學校」，以半日制形式辦學。
至1966年，政府將位於慈雲山邨、與第16座相連的「火柴盒」小學校舍分配予此校，其後更名為聖文德學校。
受整體重建計劃影響，慈樂邨多數樓宇需於1992年拆卸重建。因此，此校於1991年再遷入鄰近的鳳德邨校舍，並第二次更名為「聖文德天主教小學」，仍分為上、下午校。
1999年，此校下午校獲准拆分為一所全日制小學，隨後於2000年遷往位於慈正邨的校舍，成為慈雲山聖文德天主教小學。而上午校則於鳳德邨校舍，繼續以現行校名辦學至今。

## 歷任校監
- 李士漁神父[6]
- 陳滿鴻神父[7]
- 黃玉梅女士
- 張偉菁女士

## 歷任校長

### 上午校
- 張尊賢神父（1956年-1980年，創校校長，1966年前兼任上、下午校校長）
- 區啟義先生（1980年-1987年，第二任，原下午校第三任校長）
- 陳潔璋女士（1987年-2000年，末任上午校校長，原下午校第四任校長，後過渡為全日制首任校長）[7]

### 下午校
- 張尊賢神父（1956年-1966年，創校校長）
- 黎德偉女士（1966年-1977年，第二任；2019年離世）
- 區啟義先生（1977年-1980年，第三任，後調任上午校）
- 陳潔璋女士（1980年-1987年，第四任，同上）
- 歐福齡女士（1987年-2000年，末任下午校校長，沒有隨下午校拆分而過渡）[8]

### 全日
- 陳潔璋女士（2000年-2001年，全日制首任校長，原末任上午校校長）
- 張偉菁女士（2001年-2020年，全日制第二任，原秀茂坪天主教小學下午校校長）
- 李國釗先生（2020年起，全日制校長）

## 校舍

### 慈樂邨第二代校舍
此校的第二代校舍為一所「火柴盒」小學校舍。校舍不計地下共設5層，設有24間課室，並與慈樂邨第16座樂旺樓走廊末端呈0度相連。按照原徙置事務處官方說法，原校校舍連同鄰近的五邑工商總會鄧樹椿學校校舍，是香港首批與第四型徙置大廈相連的標準校舍，但實際上位於東匯邨的獻主會溥仁小學才是第一座。
該校舍於1990/91學年後隨第三代校舍落成而停用，並連同慈樂邨4-16座，於1992年第三季起納入重建範圍，隨後於同年年尾完成清拆。原址於1997年完成重建，現為同名屋邨的樂旺樓。

### 鳳德邨第三代校舍
此校目前的校舍位於鳳德邨，為一所1988年版小學靈活式校舍，佔地7,954平方米，設30間課室及各種特別室。按照原來規劃，現存校舍擬建一座半連環型中學校舍，但最後改為興建小學。
該校舍由金葵發展有限公司承建，於1990年動工，翌年完工啟用，為房委會代建的第一座同款校舍，亦是九龍地區第一座靈活式校舍。

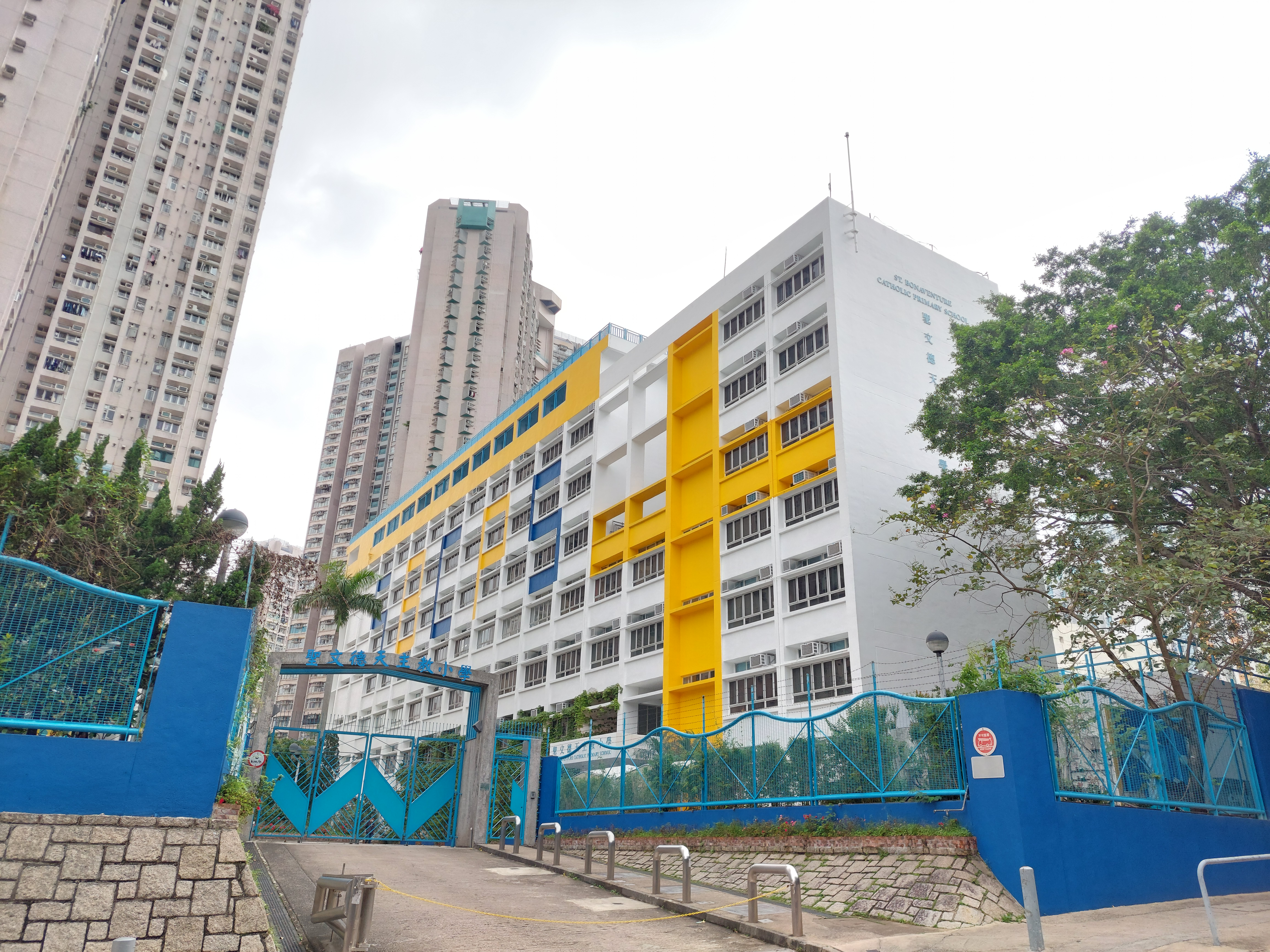
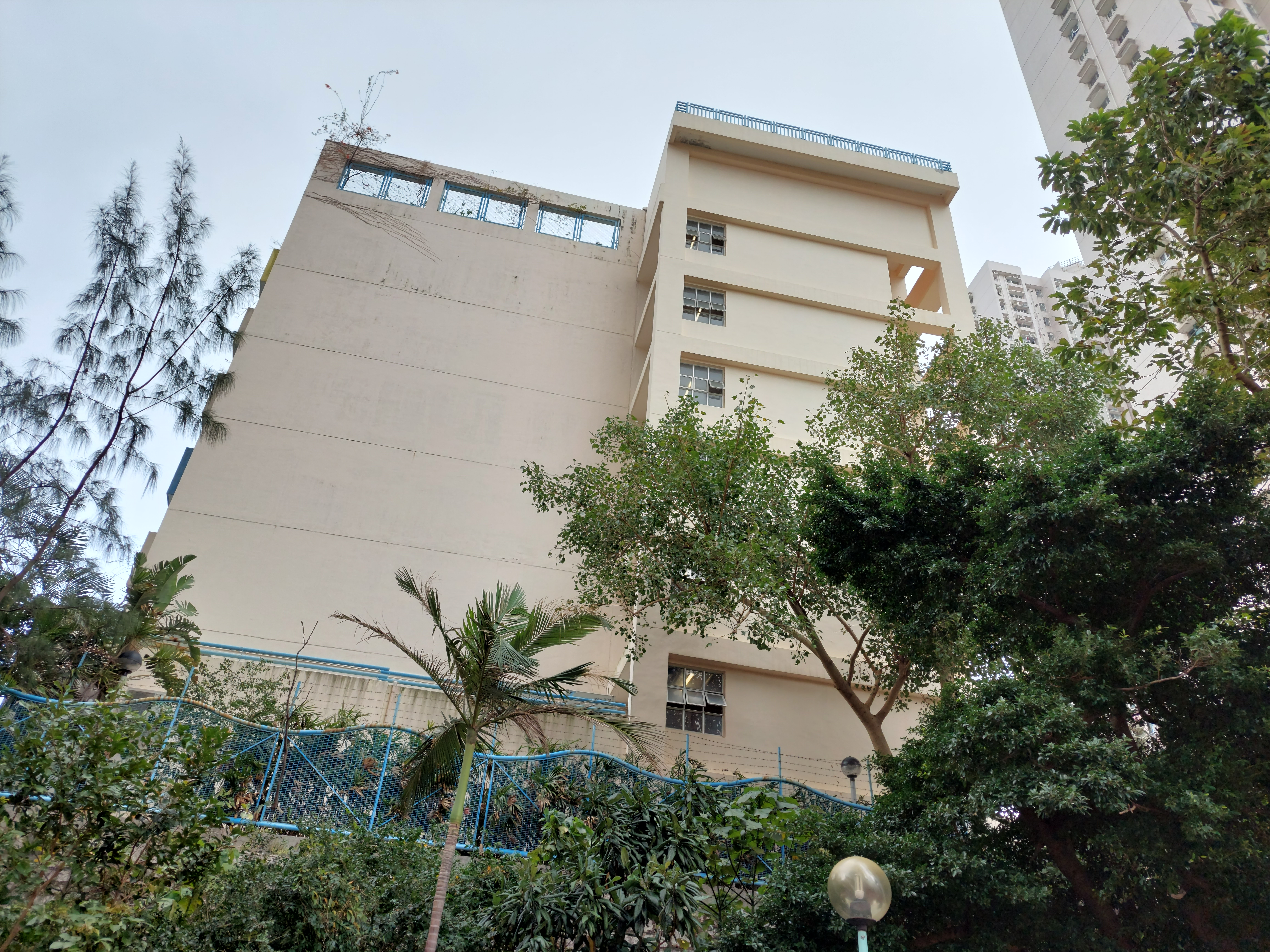

## 聯繫中學
此校聯繫中學為同系的聖文德書院，有25%中一學額預留予小六學生。

## 著名/傑出校友
聖文德學校上午校舊生
- 歐陽英傑：香港西醫工會會董、作家，筆名「星屑醫生」[14]（1988年小六）
- 邵志堯：資深測量師、港悅餐飲集團董事、江西財經大學客座教授（1979年小六）

聖文德天主教小學舊生
- 麥子詠：香港女子乒乓球運動員[15]
- 曾淑雅：無綫電視女藝人

## 註解
1. ↑  2022/23年度[1]
2. ↑  原址現為香港浸會大學
3. ↑  1980年劃入慈樂邨，命名為樂旺樓

## 外部連結
- 聖文德天主教小學官方網頁 （页面存档备份，存于）